# Magda macht das schon!
Magda macht das schon! è una sit-com tedesca ideata da Sebastian Andrae e prodotta dal 2016 da Polyphon Film- und Fernsehgesellschaft  per RTL Television. Protagonista della serie, nel ruolo di  Magda Wozniak, è l'attrice Verena Altenberger; altri interpreti principali sono Hedi Kriegeskotte, Brigitte Zeh, Matthias Komm, Charlotte Krause e Luis Kahn.
La serie si compone di 4 stagioni, per un totale di 46 episodi, della durata di 25 minuti ciascuno.  Il primo episodio, intitolato Blitzstart, venne trasmesso in prima visione il 5 gennaio 2017.

## Trama
Protagonista della serie è Marta Wozniak, una ragazza polacca che si occupa di assistere gli anziani: un giorno, ottiene un nuovo lavoro presso la litigiosa famiglia Holtkamp, dove deve occuparsi di una donna malata, Cornelia Holtkamp.

## Personaggi e interpreti

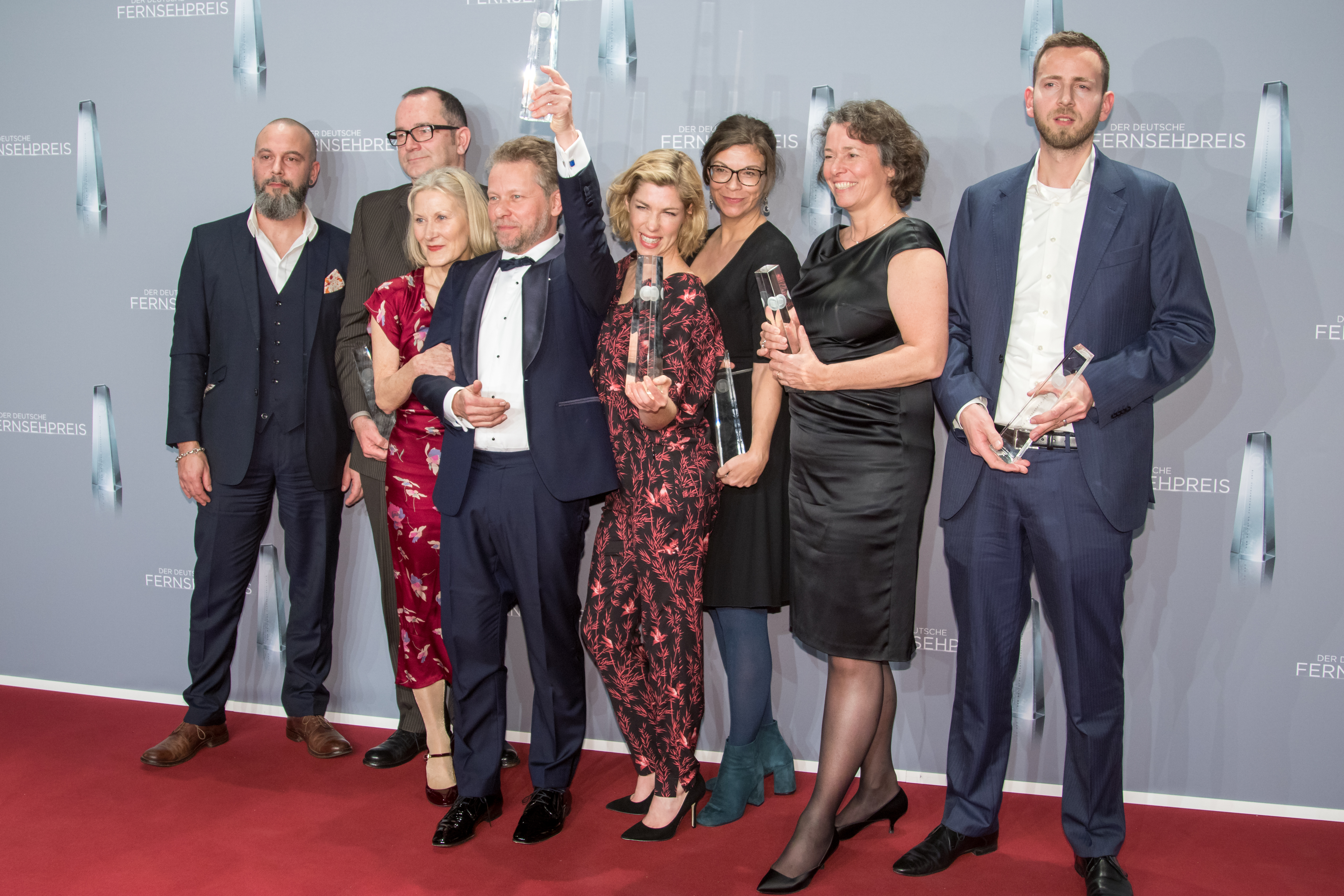
Il cast della serie

- Marta Wozniak, interpretata da Verena Altenberger
- Waltraud Kemp, interpretata da Hedi Kriegeskotte

## Episodi
| Stagione         | Puntate | Prima TV Germania | Prima TV Italia |
| ---------------- | ------- | ----------------- | --------------- |
| Prima stagione   | 10      | 2017              | inedita         |
| Seconda stagione | 14      | 2018              | inedita         |
| Terza stagione   | 12      | 2018              | inedita         |
| Quarta stagione  | 10      | 2020              |                 |

## Premi e nomination
- 2017: nomination come miglior serie televisiva commedia al Deutscher Comedypreis[7]
- 2018: Deutscher Fernsehpreis come miglior serie televisiva commedia[8]
- 2018: Nomination nella categoria "miglior sit-com" al Festival della Rosa d'oro[9]